# Courgenay, Schweiz
Courgenay är en ort och kommun i distriktet Porrentruy i kantonen Jura, Schweiz. Kommunen har 2 453 invånare (2023).
Till kommunen hör också byn Courtemautruy, en kilometer sydöst om Courgenay.